# Bergslagen
För andra betydelser, se Bergslagen (olika betydelser).

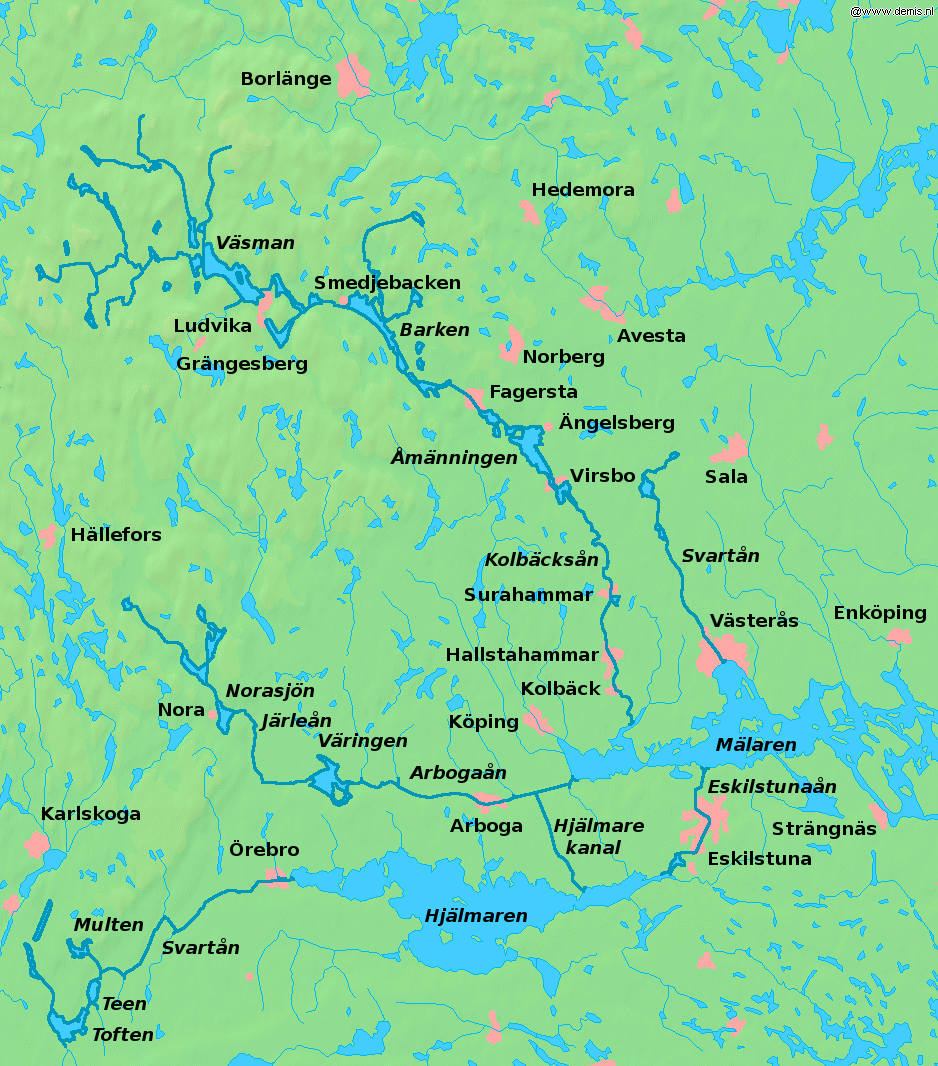
Bergslagen

Bergslagen är ett geografiskt område som inte är helt klart avgränsat. Bergslagen ligger i Mellansverige inåt land och kan sägas omfatta norra delen av Västmanland inklusive de norra delar av Örebro län som ingår i Västmanlands landskap, samt sydöstra Värmland och södra Dalarna. En vidare definition av Bergslagen omfattar även delar av Närke, Uppland och Gästrikland. Bergslagen har utmärkt sig för gruvdrift och metallindustri.
Sedan medeltiden eller längre har bergshantering, brytning och smältning av malmer (bergsbruk) haft en stark ställning i området. Vidare förädling skedde ofta utanför Bergslagen vid särskilda järnbruk. Sedan 1800-talets senare del, när metallindustrin mötte ökad konkurrens, har detta emellertid förändrats till Bergslagens fördel. Fortfarande idag sätter metallindustrin en tydlig prägel på regionen. Sjunkande järnmalmspriser och utländsk konkurrens under 1960–70-talen (se stålkrisen) har emellertid resulterat i att samtliga järnmalmsgruvor blev nedlagda. Den sista, i Grängesberg, stängdes 1989.  
Brytning av andra metaller och mineraler pågår fortfarande i bland annat Lovisagruvan i Håkansboda utanför Stråssa och i Garpenberg där brytningen ökat kraftigt de senaste åren. Boliden AB har en pågående investering på 3,9 miljarder i den gruvan.

## Historia

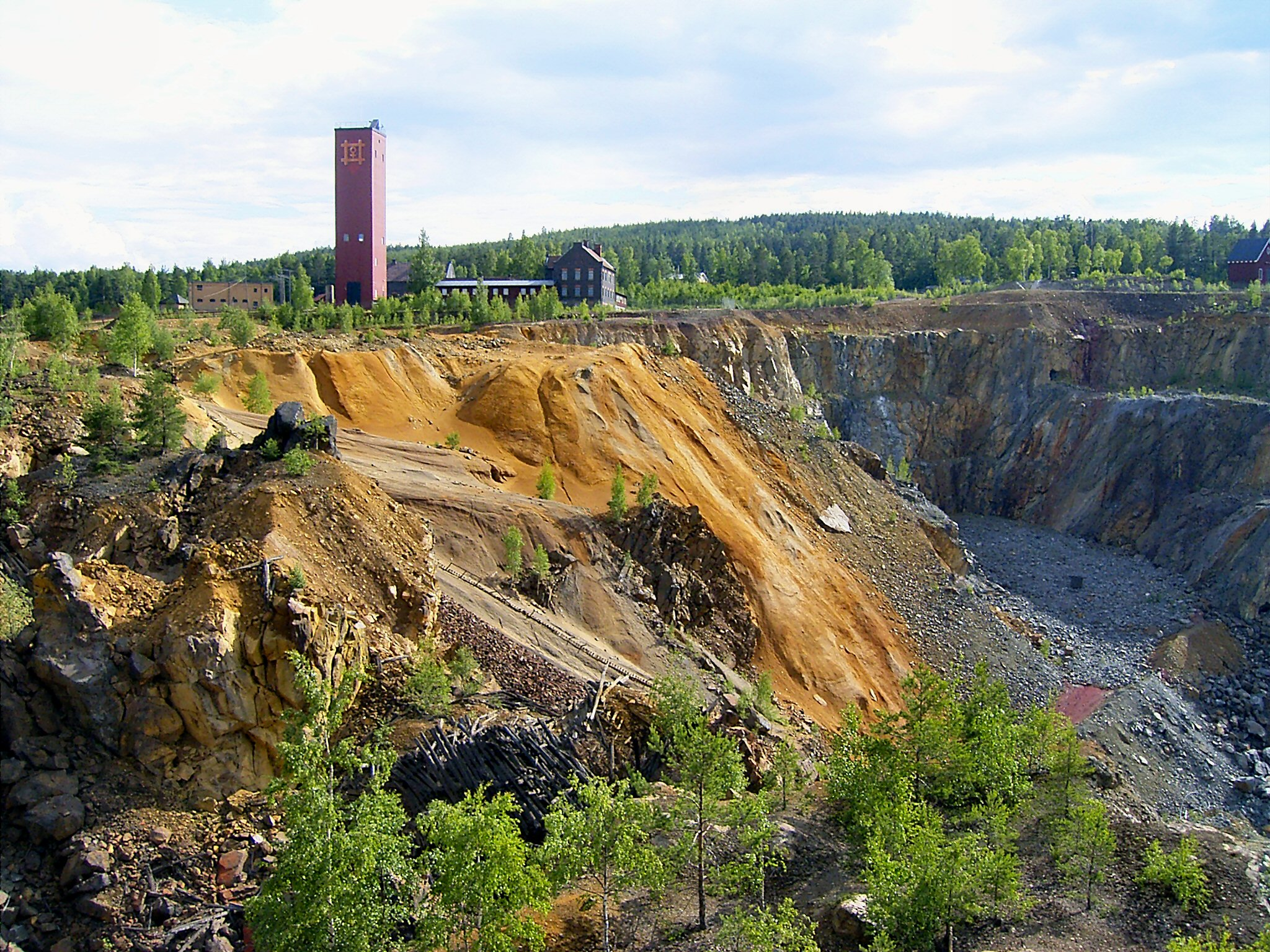
Falu koppargruva

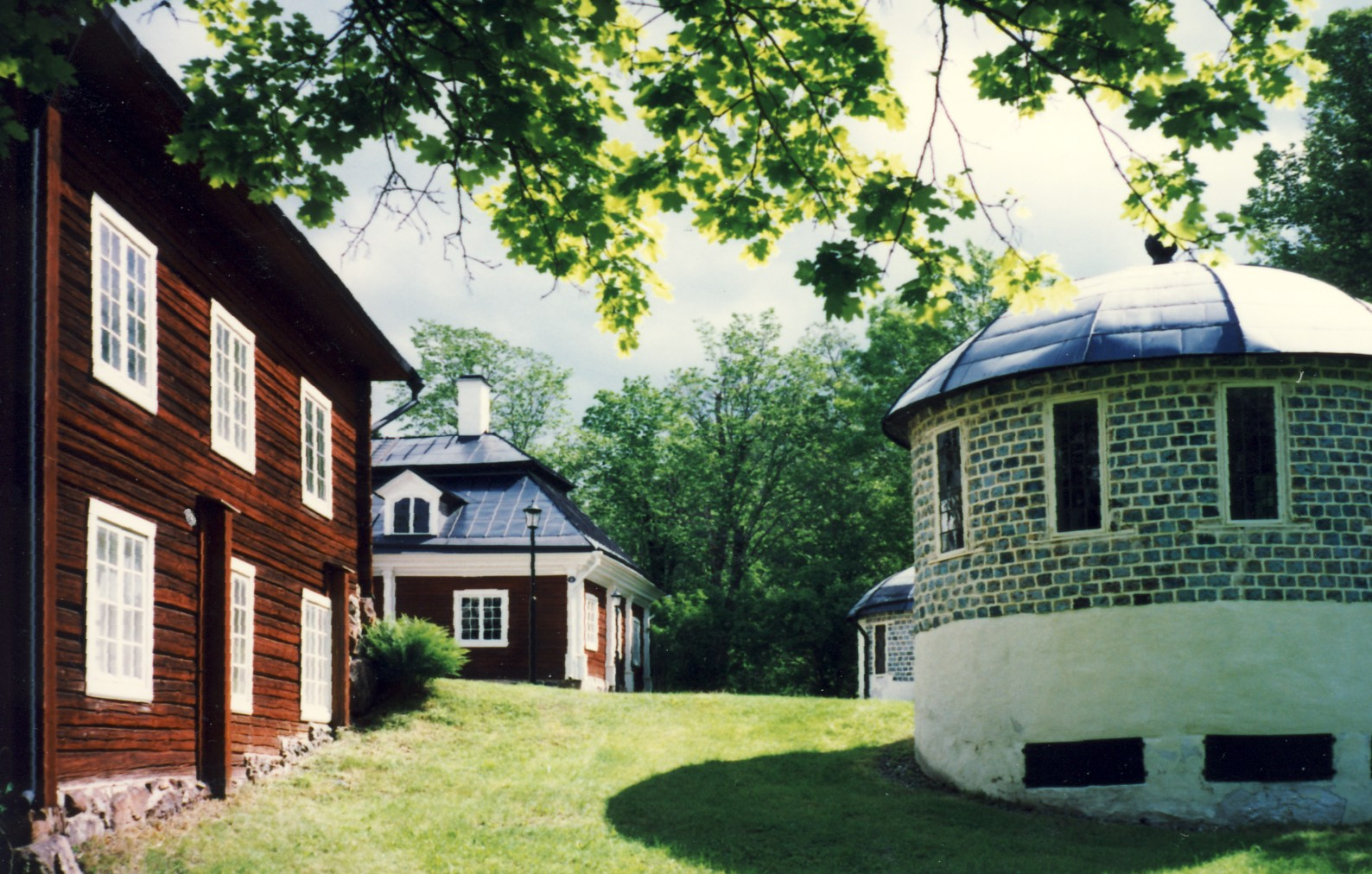
Engelsbergs bruk

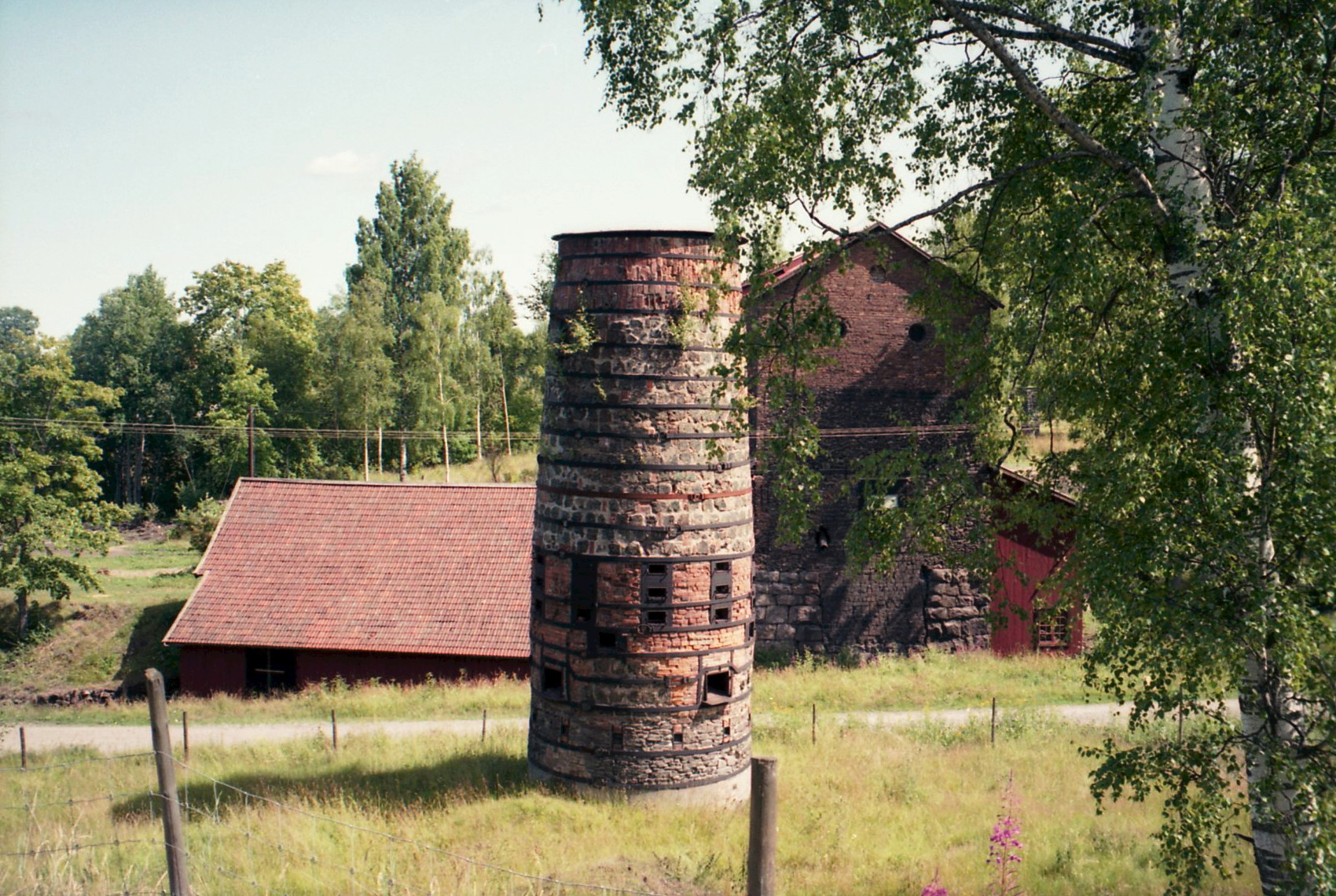
Flatenbergs hytta

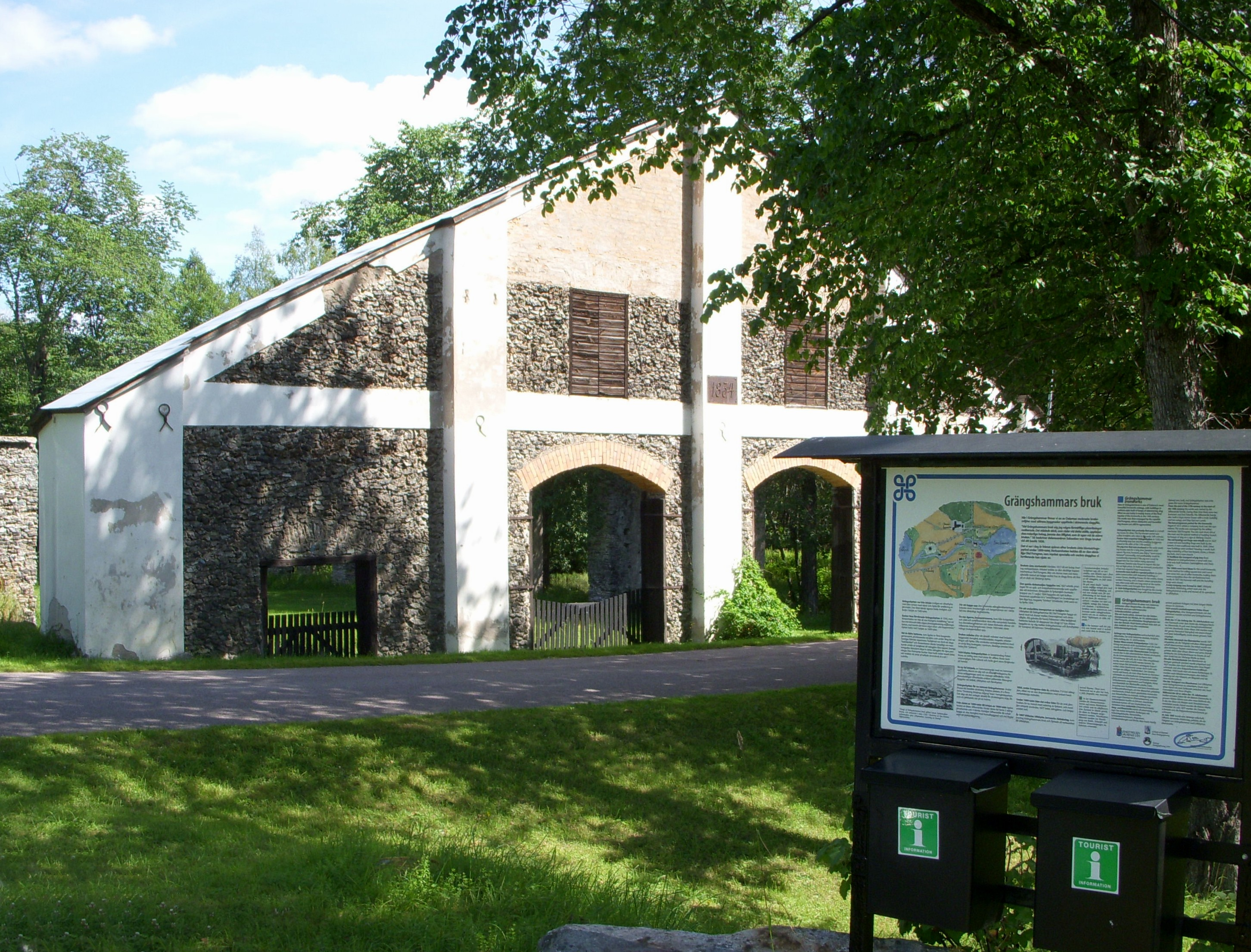
Grängshammars bruk

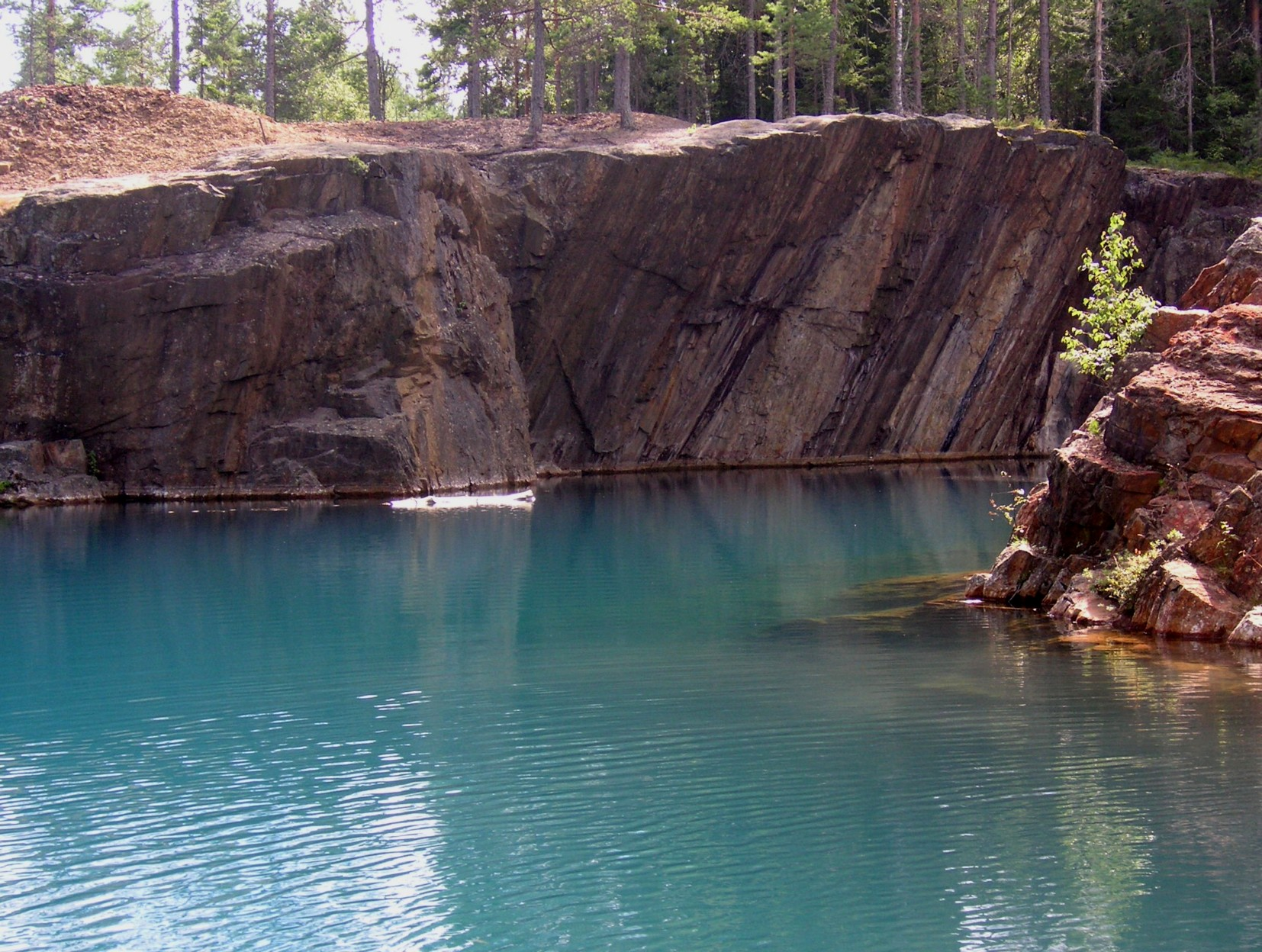
Östra Silvbergs gruva

### Bakgrund och framväxt
Utvinning av metaller har skett sedan bronsåldern i bland annat Röda jorden (Riddarhyttan). I nuvarande Hedemora kommun finns flera lämningar från järnåldern som vittnar om bergsbruk. Det finns några boplatser från stenåldern av jägarfolk i Bergslagen, men det var huvudsakligen under medeltiden som området befolkades.
Namnet Järnbära(r)land avser vissa järnproducerande delar av Mellansverige under tidig medeltid, och kom i senare källor att användas om fler områden i Sverige, eller om ett oprecist område. Snorre Sturlasson använder namnet om ett område som passerades av Olof den helige under resan från Mälardalen till Trondheim på 1000-talet. I Sverres saga avses ett område som regerades av sveakungen år 1177 och som passerades på vägen från Malung i Västerdalarna till Härjedalen, efter en stor öde skog. Denna betydelse har tolkats som Dalarna, Österdalarna och/eller Gästrikland. 
I skriftliga källor är Bergslagen känd från 1300-talet med tre bergsprivilegier, till Västra och Östra berget i Närke (Lekebergslagen, Lerbäcks och Nora bergslag), Stora Kopparbergs bergslag och Gästriklands bergslag. Genom olika regale (skogs-, ström- och bergsregale) kom flera moment i metallframställningen att bli starkt reglerade och krävde särskilda tillstånd (privilegium), vilka gällde kollektivt för bergslaget vid gruvan men som skilde sig starkt åt från ett bergslag till ett annat.

### 1500- till 1700-talet
Till området värvades yrkesskicklighet från Tyskland, Danmark, Skottland och Holland, och arbetskraft (se bergsfriden och skogsfinnar), och genom täkterätten kom området att få en bofast befolkning. Omkring 1640 förbjöds svedjebruk, och savolaxarna blev torpare med skyldighet att arbeta som kolare, en viktig roll för bergsbruket. Alla finnar i området verkar dock inte ha varit svedjefinnar, utan det är troligt att det fanns en annan finsk befolkning som arbetade i gruvorna.
Bergsprivilegier innehöll dels skyldigheter som avraden till kronan, dels förmåner som att bergsmännen saknade rusttjänst. Dessa privilegier gällde endast dem som ingick i bergslaget; övriga hade knekthållning i Bergsregementet och andelen knektar i bergslagssocknarna kunde periodvis vara hög. Skattebönder i området betalade jordskatt på samma sätt som i övriga landet, men andelen kronohemman kom att bli relativt högt genom skogsregalet. För att stimulera handeln och viljan att ägna sig åt bergsbruk stiftades städer på 1600-talet, däribland Sala, Falun, Säter och Nora.
Ekonomihistorikern Rolf Adamson skriver i Nationalencyklopedin att "denna klassiska svenska brukspolitik, som bedrevs med växande eftertryck cirka 1650–1750, anses vara ett av de mera framgångsrika exemplen på lagstiftning från äldre tid". Han pekar på att en hård lagstiftning i kombination med en uppdelning av de olika momenten i metallindustrin ska ses som en av anledningarna till framgången. I andra länder, exempelvis Storbritannien, var nämligen regleringar och statliga påbud inte alls lika påfallande. Under denna period växte nya bruksbygder fram kring Bergslagen i vilka järn- stål- och manufakturverk kom att lokaliseras. Detta kom att fungera bra fram till 1800-talets senare del då ny teknik och utländsk konkurrens började slå undan grunden för den metallhantering som då bedrevs.
Under 1600- till 1800-talet var Kristinehamn den viktigaste utskeppningshamnen för Bergslagens stångjärn. Kristinehamn och Karlstad hade under denna tid ensamrätt på att frakta ut järn från sina hamnar. 90 % av järnet gick på export. Under denna tid sattes världsmarknadspriset på järn i Kristinehamn. 

### 1800- och 1900-talet
Den så kallade bruksdöden gjorde att järnframställningen kom att styras mot allt färre, men större enheter. I detta avseende låg Bergslagen bättre till än de omgivande bruksbygderna, vilka drabbades hårdare av nedläggningarna. Stora järnverk växte fram där äldre järnbruk funnits, exempelvis i Fagersta, Långshyttan, Hofors, Forsbacka och Söderfors. Även helt nya, ur transportsynpunkt bättre lokaliserade, järnverk kom att anläggas. Domnarvets Jernverk anlades 1872–78 utmed järnvägen Falun–Göteborg, och kom att bli en av de främsta anledningarna till staden Borlänges etablering på samma plats. 
Införande av thomasprocessen under 1870-talet revolutionerade järnmalmsbrytningen. Förr hade främst rena fosforfria malmer använts vid tillverkningen av kvalitetsjärn. Detta kom nu att ändras, och fosforhaltiga malmer började bli högintressanta. I Grängesberg gynnades gruvbrytningen av utvecklingen och grunden lades för Grängesbergsbolaget, en av de större industrikoncernerna i Sverige under 1900-talet. Exporten av järnmalmen kom att bli viktig. Flera av gruvorna blev dessutom utlandsägda. Gruvor som Blötberget och Håksberg ägdes exempelvis av tyska intressen ända fram till andra världskrigets slut. Bergslagen hade dock förlorat sina geografiska fördelar nu. Exempelvis spelade inte vattenkraften in längre och transportkostnaderna hade minskat. Lokaliseringen av vidareförädlingen av järnmalmen kunde istället med fördel förläggas vid kusten. Exempel på detta är Oxelösunds järnverk och Norrbottens järnverk, båda anlagda under 1900-talet långt utanför den egentliga Bergslagsregionen men försörjda av järnvägstransporter därifrån. 
En fortsatt hård konkurrens under 1900-talet resulterade i fortsatta koncentrationer av driften. Under 1920-talets krisår lades många äldre träkolshyttor ned, en utveckling som fortsatte till den sista blåstes ned i mitten på 1960-talet. På 1970-talet kom nästa kris, vilken drabbade i stort sett hela västvärldens stålindustri. En omstöpning av ägarbilden till färre, större och mer produktinriktade företag tillsammans med statliga åtgärder räddade stora delar av Bergslagens stålindustri. Neddragningar har emellertid även varit nödvändiga, framför allt vad gäller gruvdriften, och de järnverk som finns kvar omfattar inte lika många anställda jämfört med mitten av 1900-talet. Under statliga SSAB:s ledning lades flertalet järnmalmsgruvor ned i slutet av 1970-talet och början av 1980-talet. Sulfidmalmsbrytningen kom att klara sig bättre. Garpenberg i Hedemora kommun med anor från 1300-talet är idag Sveriges äldsta gruva i drift.